# Аспарух Каневче
Аспарух Димитриев Каневче или Каневчев (на македонска литературна норма: Аспарух Димитриев Каневче) е политик от Народна Република Македония.

## Биография
Каневче е роден в 1916 година в Охрид, тогава окупиран от българските войски по време на Първата световна война, и принадлежи към големия охридски български род Каневчеви. Учи във вечерното училище за резба в родния си град. От 1949 до 1950 година е председател на градския народен комитет (кмет) на Скопие. На 1 март 1950 година заема поста министър на електростопанството в третото правителство на Народна Република Македония. В четвъртото правителство от 7 януари 1951 година заема поста министър на земеделието и горите. Член е и на Шестото правителство (Изпълнителен комитет) от 19 декември 1953 до 25 април 1958 година.